# 甲仙翠蛺蝶
甲仙翠蛺蝶（学名：Euthalia kosempona），又名黃翅翠蛺蝶、甲仙綠蛺蝶、埔里綠一文字蝶或埔里綠一字蝶。在台灣以往曾被誤認為褐蓓翠蛺蝶（Euthalia hebe），为蛺蝶科翠蛺蝶屬下的一个种。

## 發現與命名
本種的模式標本於1908年採集於台灣甲仙山區，初時以台灣特有種發表，後來在中國南方、越南北部發現外型類似的褐蓓翠蛺蝶（Euthalia hebe），本種因而被歸類為褐蓓翠蛺蝶的台灣亞種。2011年的研究指出本種並非是褐蓓翠蛺蝶，而是因與褐蓓翠蛺蝶在亞洲大陸的分布區域有所重疊、外型又相似而被誤認。在台灣學界，學名重新以模式標本採集地，命名為甲仙翠蛺蝶。甲仙翠蛺蝶的雌雄體型與外觀有明顯差異，在台灣日治時期起即有不同的俗名；雄蝶又名埔里綠一文字蝶，雌蝶又名台東一文字蝶。此外，因雄蝶翅色偏黃，又有名「黃翅翠蛺蝶」；雌蝶外型則近似於另一種台灣特有的馬拉巴翠蛺蝶。

## 分布與生活
本種在台灣為特有亞種，主要分布於中低海拔森林；從其俗名（甲仙、埔里、台東）可知台灣全島皆可見，但與另外兩種常見的台灣翠蛺蝶、窄帶翠蛺蝶等相比，數量較少。台灣島以外，亦分布於中國南方、越南北方的亞洲大陸區域，和褐蓓翠蛺蝶的生活領域重疊，但後者在台灣不產。本種為一年一世代物種，成蟲主要於夏季至秋季初期出現，在森林邊緣與底層活動，以腐果汁液為食。雄蝶會吸水，有領域行為，雌蝶則偏好更陰暗的環境，因此較雄蝶不易見。幼蟲已知的食草有殼斗科的青剛櫟、捲斗櫟、赤皮等。與其他翠蛺蝶屬物種類似，甲仙翠蛺蝶的幼生期相當漫長，以幼蟲型態度冬，齡期可達十齡以上，隔年春天化蛹，夏季時再以成蟲型態出現。